# Prokocim Kraków
Klub Sportowy Kolejarz Prokocim Kraków – krakowski klub piłkarski z siedzibą w dzielnicy Prokocim (obecnie Dzielnica XII Bieżanów-Prokocim), założony w 1921 jako Krakus Prokocim. 
Obecnie występuje w grupie II krakowskiej klasy okręgowej.

## Historia klubu
Historia klubu sięga 1921 roku, kiedy to Franciszek Międzik i Adolf Furgalski w podkrakowskiej wiosce Prokocim, zorganizowali klub sportowy pod nazwą "Krakus". Pierwszymi barwami klubu były różowe koszulki z zielonymi wypustkami. W 1924 roku KS Krakus połączył się z KS Orlątko pod nazwą KS Świtezianka. W 1933 roku KS Świtezianka po fuzji z KS Orion przyjęła nazwę KS Prokocim. W 1949 roku, na mocy decyzji politycznej KC PZPR zmieniono system organizacyjny polskiego sportu, przyporządkowując istniejącym klubom nowe nazwy. I tak KS Prokocim został "Kolejarzem Prokocim" a że mieszkańcy dzielnicy w większości pracowali na kolei, to nazwa przyjęła się i pozostała nawet po 1955 roku (kiedy to większość klubów powróciła do swoich historycznych nazw w czasie odwilży politycznej).

### Historyczne nazwy
- od 1921 - Klub Sportowy Krakus
- od 1924 - Klub Sportowy Świtezianka (fuzja z KS Orlątko)
- od 1933 - Klub Sportowy Prokocim (fuzja z KS Orion)
- od 1949 - Klub Sportowy Kolejarz-Prokocim
- od 1955 - Kolejowy Klub Sportowy Prokocim
- od 2024 - Klub Sportowy Kolejarz-Prokocim

## Sukcesy
- 1. miejsce w 3. lidze (1954)
- 1/16 finału Pucharu Polski - 1979/80

## Obiekty klubowe
Siedziba klubu znajduje się w Krakowie przy ulicy Bieżanowskiej 71. Mieści się tam również boisko sportowe, oddane do użytku w 1947 roku z okazji 25 lecia klubu. W 1971 roku, na 50-lecie uroczyście otwarto nowy stadion sportowy w Parku Jerzmanowskich przy ulicy na Wrzosach, gdzie drużyna rozgrywa swoje mecze ligowe do dziś. Klub jest również operatorem pierwszego z krakowskich "Orlików" przy ulicy Jerzmanowskiego 8.
W maju 2018, prezydent Krakowa Jacek Majchrowski i prezes klubu Józef Małecki wmurowali kamień węgielny pod budowę boiska piłkarskiego z powłoką balonową na stadionie klubu, który został wykonany do końca stycznia 2019.

## Klub w rozgrywkach ligowych
Źródło
| Sezon   | Liga                             | Pozycja | Punkty | Bramki | Uwagi                                 |
| ------- | -------------------------------- | ------- | ------ | ------ | ------------------------------------- |
| 1998/99 | Klasa okręgowa (grupa Kraków)    | 2.      | 53     | 61:36  |                                       |
| 1999/00 | Klasa okręgowa (grupa Kraków)    | 5.      | 47     | 48:48  |                                       |
| 2000/01 | Klasa okręgowa (grupa Kraków)    | 9.      | 38     | 35:48  |                                       |
| 2001/02 | Klasa okręgowa (grupa Kraków)    | 16.     | 3      | 28:105 | spadek                                |
| 2002/03 | Klasa A (grupa Kraków II)        | 3.      | 54     | 94:43  |                                       |
| 2003/04 | Klasa A (grupa Kraków II)        | 5.      | 41     | 72:53  |                                       |
| 2004/05 | Klasa A (grupa Kraków II)        | 4.      | 41     | 72:42  |                                       |
| 2005/06 | Klasa A (grupa Kraków II)        | 12.     | 33     | 40:53  | reforma rozgrywek po sezonie          |
| 2006/07 | Klasa A (grupa Kraków II)        | 5.      | 49     | 43:35  |                                       |
| 2007/08 | Klasa A (grupa Kraków II)        | 5.      | 50     | 49:28  | reforma rozgrywek po sezonie          |
| 2008/09 | Klasa A (grupa Kraków II)        | 14.     | 24     | 48:65  | utrzymanie po barażach                |
| 2009/10 | Klasa A (grupa Kraków II)        | 5.      | 48     | 54:45  |                                       |
| 2010/11 | Klasa A (grupa Kraków II)        | 10.     | 41     | 61:54  | reforma rozgrywek po sezonie          |
| 2011/12 | Klasa A (grupa Kraków II)        | 2.      | 57     | 68:26  |                                       |
| 2012/13 | Klasa A (grupa Kraków II)        | 1.      | 64     | 82:27  | awans                                 |
| 2014/15 | Klasa okręgowa (grupa Kraków II) | 4.      | 39     | 54:34  |                                       |
| 2014/15 | Klasa okręgowa (grupa Kraków II) | 4.      | 39     | 30:31  |                                       |
| 2015/16 | Klasa okręgowa (grupa Kraków II) | 5.      | 41     | 52:54  |                                       |
| 2016/17 | Klasa okręgowa (grupa Kraków II) | 2.      | 53     | 55:26  |                                       |
| 2017/18 | Klasa okręgowa (grupa Kraków II) | 4.      | 47     | 50:34  |                                       |
| 2018/19 | Klasa okręgowa (grupa Kraków II) | 12.     | 25     | 43:52  |                                       |
| 2019/20 | Klasa okręgowa (grupa Kraków II) | 4.      | 24     | 25:19  | sezon zakończony po pierwszej rundzie |
| 2020/21 | Klasa okręgowa (grupa Kraków II) | 4.      | 59     | 62:28  |                                       |
| 2021/22 | Klasa okręgowa (grupa Kraków II) | 6.      | 45     | 59:31  | reforma rozgrywek po sezonie          |
| 2022/23 | Klasa okręgowa (grupa Kraków II) | 10.     | 27     | 39:63  |                                       |
| 2023/24 | Klasa okręgowa (grupa Kraków II) | 11.     | 26     | 45:55  |                                       |
| 2024/25 | Klasa okręgowa (grupa Kraków II) | 11.     | 24     | 48:59  |                                       |

| Oznaczenie kolorami |
| ------------------- |
| I poziom ligowy     |
| II poziom ligowy    |
| III poziom ligowy   |
| IV poziom ligowy    |
| V poziom ligowy     |
| VI poziom ligowy    |
| VII poziom ligowy   |
| VIII poziom ligowy  |
| IX poziom ligowy    |